# 嘉禾大廈大火
嘉禾大廈大火是2008年8月10日在香港旺角彌敦道嘉禾大廈發生的五級大火，事件造成4死55傷，死者包括兩名消防員。這宗火警是香港回歸後以及21世紀首宗亦是2000年代唯一一宗五級火警，而上一宗五級火警是在1996年發生的嘉利大廈大火。

## 搶救過程

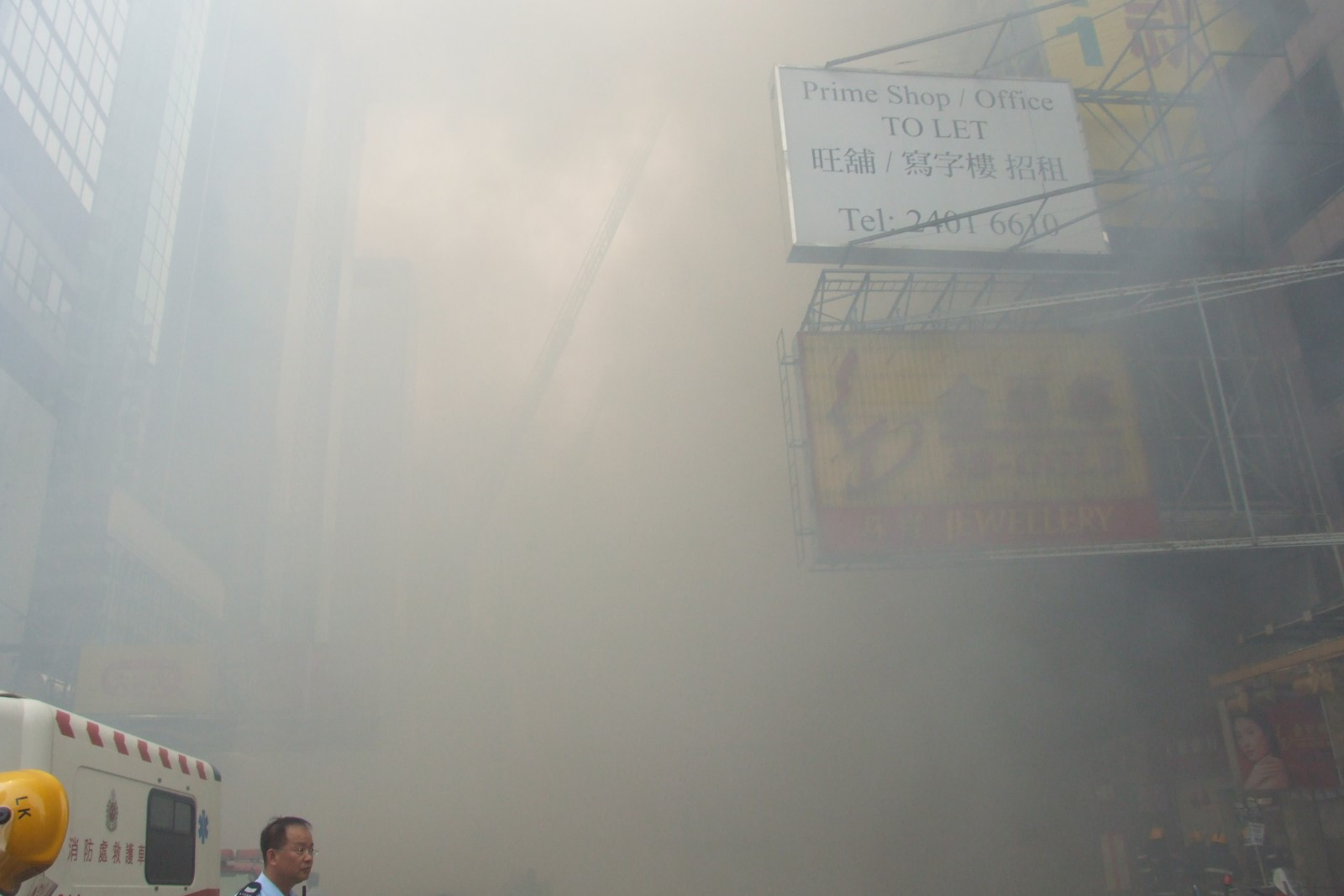
近攝彌敦道和附近街道被濃煙濃罩

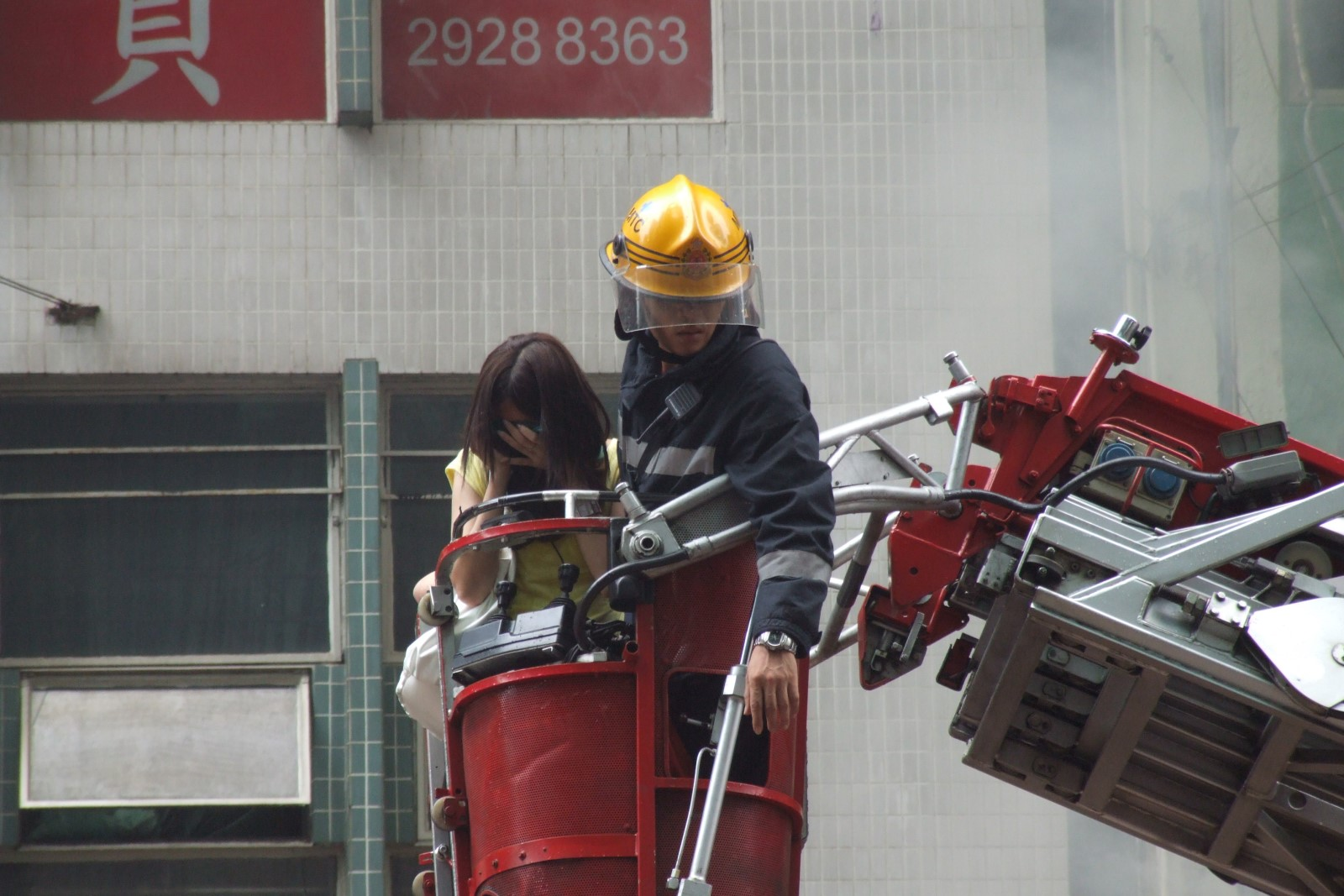
消防員救出被困市民

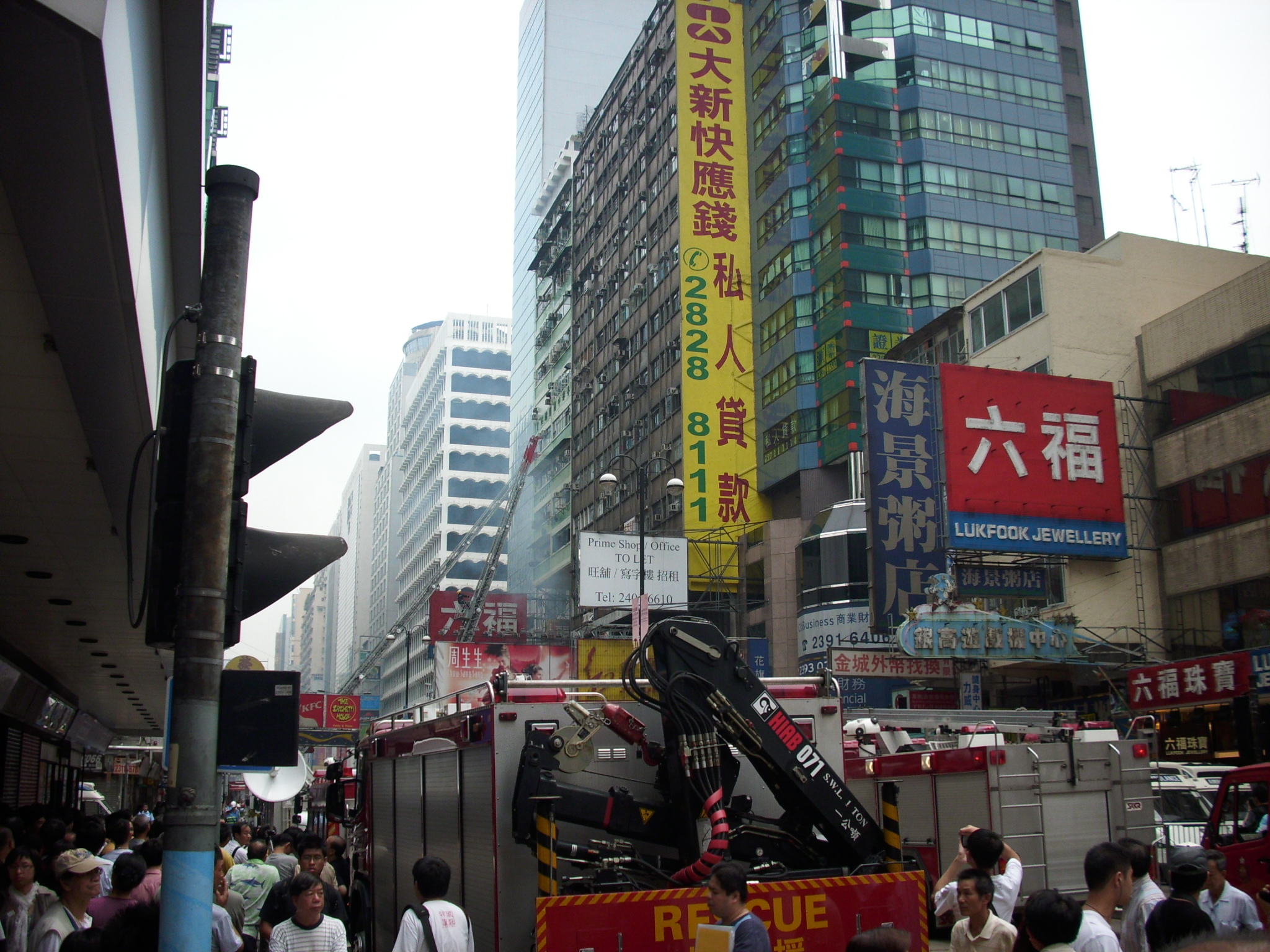
旺角嘉禾大廈發生火警，不少途人在彌敦道圍觀

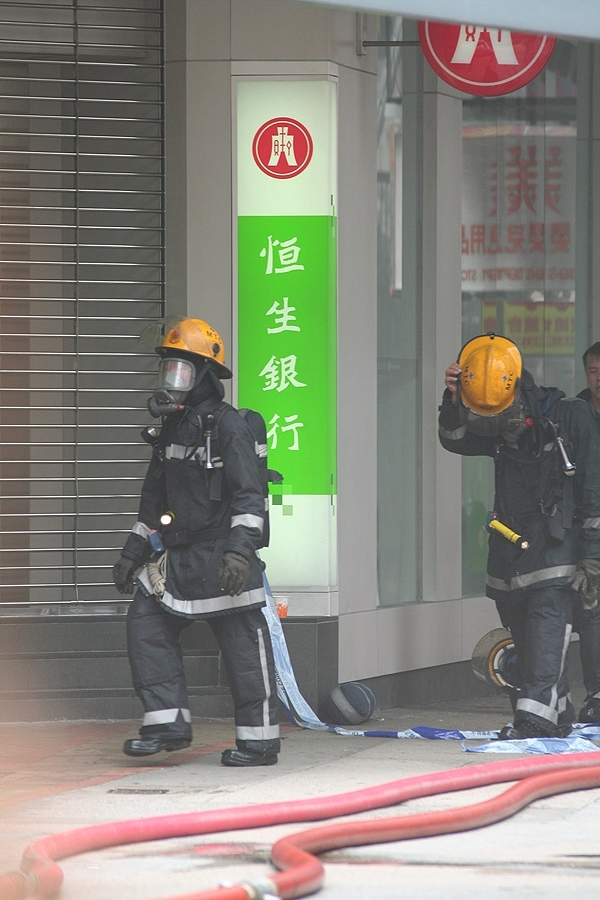
消防員前往進行救援

大廈的閣樓於2008年8月10日上午9時20分發生火警。警察及消防員於上午9時23分到場，接報有10多戶住客被困，消防員隨即前往進行救援工作，並開出2條喉及派出1隊煙帽隊進入大廈內搜索。上午9時35分，彌敦道往太子方向近亞皆老街全線已被封閉。9時43分，因有多人被困於大廈內，消防員將火警升為三級；有住客在窗邊揮舞毛巾求援，消防員升起雲梯，將吸入濃煙不適傷者救出，由救護員送院治理。
上午10時23分，消防處將火警升為四級，並將多名傷者分別送到廣華醫院、明愛醫院、瑪嘉烈醫院、及伊利沙伯醫院；消防員繼續利用雲梯救出被困住客，警察呼籲快富街及上海街的住戶暫時撤離，亦要求途人離開附近路段，以免妨礙救援。
另一方面，增援隊伍在毗鄰大廈的天台搭起鋁梯，前往嘉禾大廈進行救援。他們發現消防員蕭永方及陳兆龍倒臥在12樓的樓梯口，隨即替兩人作心肺復甦。在二十分鐘的急救過程中，二人均無起色，期間陳兆龍更口噴鮮血。二人送院後，至下午2時許宣告不治。
中午12時，大概60人已被救出，當中18人需要送院，當時仍有人致電要求救援。不少居民以毛巾或衣服，掩著口鼻以減少吸入濃煙，也有住戶繼續打電話或伸手出窗外、揮動毛巾等待救援。消防處在12時派出了200名消防員及40輛消防車進行撲救。由於現場溫度非常高引致撲救困難，消防處在中午12時16分將火警升為五級。
消防出動多輛救護車，分別把47名傷者送往3間醫院治理。醫療輔助隊及聖約翰救傷隊亦到場支援。下午一時多，保安局局長李少光及消防處處長盧振雄亦親自到火場視察。
火警最終於下午3時13分被救熄，但消防員繼續灌救，以防死灰復燃。消防員在行動中共動用5條消防喉及10隊煙帽隊撲救，並出動超過200名消防員救火。是次大火造成彌敦道交通癱瘓。

### 後續跟進
事發當晚，警方准許大廈住戶到單位取回重要物品；及後對事發大廈進行封閉，居民暫時未能入內。另一方面，幾十名消防員及殉職消防員親屬在大廈大門前的路面進行路祭；及後由消防員代表帶同香燭祭品進入火災現場拜祭殉職同袍。
消防處表示，今日全港消防局會下半旗致哀，又指3名受傷的消防員已全部出院。另外，消防處職工總會稱會繼續跟進事件，為2名死者設立慰問金戶口及發短訊予員工，希望他們收拾心情。發言人表示，初步知道2名殉職消防員事發時，身上所有安全裝備都有使用。

## 死傷人數
事件造成兩名消防員殉職、兩名女子死亡，55人受傷。
殉職
- 蕭永方，男，46歲，消防隊目，隸屬旺角消防局，服務24年，已婚[12]
- 陳兆龍，男，25歲，消防員，隸屬旺角消防局，入職一年[12]

死者
- 劉改女，女，77歲；有三成皮膚被火燒傷，送院後證實死亡[13]
- ，女，39歲；於閣樓吸入濃煙致死再被烈火燒焦，其後被消防員發現[13][14]

## 災後調查
消防處處長盧振雄在事件發生當日下午3時表示消防員在搶救時，發現夜總會的防煙門被上鎖。他又指出火警主要發生於閣樓的舞廳及1字樓的卡拉OK，而該處並沒有防煙門，現正研究消防裝置有否被改動及失效。消防處會由副消防總長成立專責小組，調查起火及消防員殉職的原因。
消防人員在事發當晚初步調查認為火警無任何可疑，但指首先起火的夜總會曾改裝、火警發生時防煙門并無關上，令煙霧迅速蔓延，當局正展開調查。與此同時，政府人員帶同調查工具進入火災現場調查取證。另一方面，屋宇署發言人表示在視察後，認為大廈結構無危險，亦無收到有僭建的報告，署方稍後會再派人到大廈，與業主商討維修工作。
事件發生翌日，香港警務處西九龍重案組著手調查，並希望在六週內完成調查報告。事發第三日，政府化驗所人員在事發現場進行搜證。
2010年10月19日至11月2日，死因庭就大火四名死者展開死因研訊。11月2日，陪審團一致裁定殉職消防隊目蕭永方及消防員陳兆龍，居民劉改女，以及夜總會女公關文秀琼死於意外。陪審團建議即時更新消防無線電通訊系統，確保在惡劣的環境中，仍可清晰雙向溝通，亦應設立緊急求助頻道。同時接納消防處建議應加強公眾教育，加強巡查樓宇，及嚴格執行消防條例。

## 影響

### 巡查舊式樓宇
嘉禾大火大廈過後，消防處隨即連同食物環境衞生署、屋宇署及民政事務總署組織聯合行動。當局在八月十八日起巡查開設在舊式樓宇的卡拉 OK 場所，檢查大廈的消防設施。行動於10 月 8 日完成，其間各部門合共巡查了 224 幢樓宇內共 303 間卡拉OK場所。此外，當局發出了48 封警告信及188 張消除火警危險通知書。消防處亦提出了三宗關於阻塞走火通道的檢控。

### 消防處
基於死因庭的建議，消防處於2012年全面使用全新的數碼無線電通訊系統，及於2011年成立通訊支援隊，保障前線消防員在火場的安全。

## 類同事件
- 1992年澳門永亨銀行大廈京都夜總會大火
- 1996年嘉利大廈大火

### 引用
1. 1 2  . 香港電台. 2008-08-10  [2008-08-10]. （原始内容存档于2013-10-29）.
2. ↑   (新闻稿). 香港特別行政區政府政府新聞處. 2008-08-10  [2008-08-10]. （原始内容存档于2019-09-02）.
3. ↑   (新闻稿). 香港特別行政區政府政府新聞處. 2008-08-10  [2008-08-10]. （原始内容存档于2019-09-02）.
4. ↑  . 東方日報. 2017-08-20  [2018-10-28]. （原始内容存档于2018-10-28）.
5. ↑   (新闻稿). 香港特別行政區政府政府新聞處. 2008-08-10  [2008-08-10]. （原始内容存档于2019-09-02）.
6. ↑   (新闻稿). 香港特別行政區政府政府新聞處. 2008-08-10  [2008-08-10]. （原始内容存档于2019-09-02）.
7. ↑   (新闻稿). 香港特別行政區政府政府新聞處. 2008-08-10  [2008-08-10]. （原始内容存档于2019-09-02）.
8. 1 2   (新闻稿). 香港特別行政區政府政府新聞處. 2008-08-10  [2008-08-10]. （原始内容存档于2019-09-02）.
9. ↑  . on.cc. 2008-08-10  [2008-08-11]. （原始内容存档于2008-08-16）.
10. 1 2  . on.cc. 2008-08-10  [2008-08-11]. （原始内容存档于2008-08-17）.
11. ↑  . on.cc. 2008-08-11  [2008-08-11].[]
12. 1 2  . 香港電台. 2008-08-10  [2008-08-10]. （原始内容存档于2014-05-12）.
13. 1 2 3  . 明報. 2008-08-11  [2008-08-11]. （原始内容存档于2008-10-27）.
14. ↑  2008年8月11日，ON.CC即時新聞，旺角火警：39歲姓文女子吸入濃煙致死
15. ↑  . on.cc. 2008-08-10  [2008-08-11]. （原始内容存档于2008-08-13）.
16. ↑  . on.cc. 2008-08-11  [2008-08-11].[]
17. ↑  . on.cc. 2008-08-11  [2008-08-11].[]
18. ↑  2008年8月12日，無線電視翡翠台《晚間新聞》
19. ↑  .   [2010-11-02]. （原始内容存档于2014-05-12）.
20. ↑   (PDF). 經濟分析及方便營商處. 2008-09-02  [2018-10-28]. （原始内容 (PDF)存档于2019-10-06）.
21. ↑  . 消防處. 2009-01-23. （原始内容存档于2019-06-26）.
22. ↑  . 香港蘋果日報. 2014-08-10. （原始内容存档于2018-10-28）.

## 外部連結
- 旺角五級火警（页面存档备份，存于）
- 旺角五級火警(二)（页面存档备份，存于）
- 旺角五級火警(三)（页面存档备份，存于）
- 旺角五級火警(四)（页面存档备份，存于）
- 旺角五級火警(五)（页面存档备份，存于）
- 旺角五級火警(六)（页面存档备份，存于）
- 旺角五級火警(七)（页面存档备份，存于）
- 旺角五級火警綜合報告(附圖)（页面存档备份，存于）
- 旺角五級火（YouTube）
- 旺角嘉禾大廈五級大火（YouTube）
- 嘉禾大火（YouTube）